# Stanisław Konczyński
Stanisław Konczyński pseud. Kunda, Stary (ur. 6 stycznia 1914 w Księtem, zm. 29 marca 1950 w Warszawie) – polski działacz podziemia niepodległościowego w czasie II wojny światowej oraz powojennego podziemia antykomunistycznego.

## Życiorys
W latach 1937–1939 odbył służbę wojskową. W czasie II wojny światowej od lipca 1944 był członkiem oddziału Armii Krajowej działającego na terenie powiatu sierpeckiego pod dowództwem Anastazego Kołodziejskiego, pseud. „Gromek”. Po zakończeniu działań wojennych pełnił służbę w 2 pułku samochodowym w Legionowie, zaś w listopadzie 1945 został zdemobilizowany. Związany był z Ruchem Oporu Armii Krajowej, a następnie Narodowym Zjednoczeniem Wojskowym (oddział Jana Malinowskiego, pseud. „Stryj”, III Rejon XIII Okręgu NZW). 11 lutego 1949 został schwytany wraz ze swoimi towarzyszami kiedy bunkier oddziału Malinowskiego został wykryty i otoczony przez kordon 1053 żołnierzy KBW i kilkudziesięciu funkcjonariuszy UB, MO i ORMO. W trakcie walk zginął między innymi Jan Malinowski, pseud. „Stryj”. Stanisław Konczyński wraz z resztą zatrzymanych został przewieziony do Warszawy i tu osądzony, skazany na śmierć, a następnie stracony 29 marca 1950 na terenie więzienia mokotowskiego w Warszawie.
20 sierpnia 2012 szczątki Stanisława Konczyńskiego zostały odnalezione przez zespół IPN pod kierownictwem Krzysztofa Szwagrzyka w kwaterze „Ł” Cmentarza Wojskowego na Powązkach w Warszawie. Uroczyste wręczenie noty identyfikacyjnej rodzinie Stanisława Konczyńskiego odbyło się 9 czerwca 2016 w Pałacu Prezydenckim w Warszawie.